# Romelfing
Romelfing [ʁɔməlfɛ̃] est une commune française située dans le département de la Moselle, en région Grand Est.
Cette commune se trouve dans la région historique de Lorraine et fait partie du pays de Sarrebourg.

## Géographie
La commune fait partie de la ZNIEFF du pays des étangs.

### Communes limitrophes
| Mittersheim | Fénétrange |                   |
|             | Romelfing  | Kirrberg Bas-Rhin |
| Berthelming | Bettborn   |                   |

### Écarts et lieux-dits
Freiwald, Sauergarten.

### Hydrographie
La commune est située dans le bassin versant du Rhin au sein du bassin Rhin-Meuse. Elle est drainée par la Sarre, le ruisseau de la Schermatte, le ruisseau du Petit Wackenweiher, le ruisseau l'Otterbach et le ruisseau Pfuhlmatte.
La Sarre, d'une longueur totale de 129,2 km, est un affluent de la Moselle et donc un sous-affluent du Rhin, qui coule en Lorraine, en Alsace bossue et dans les Länder allemands de la Sarre (Saarland) et de Rhénanie-Palatinat (Rheinland-Pfalz).

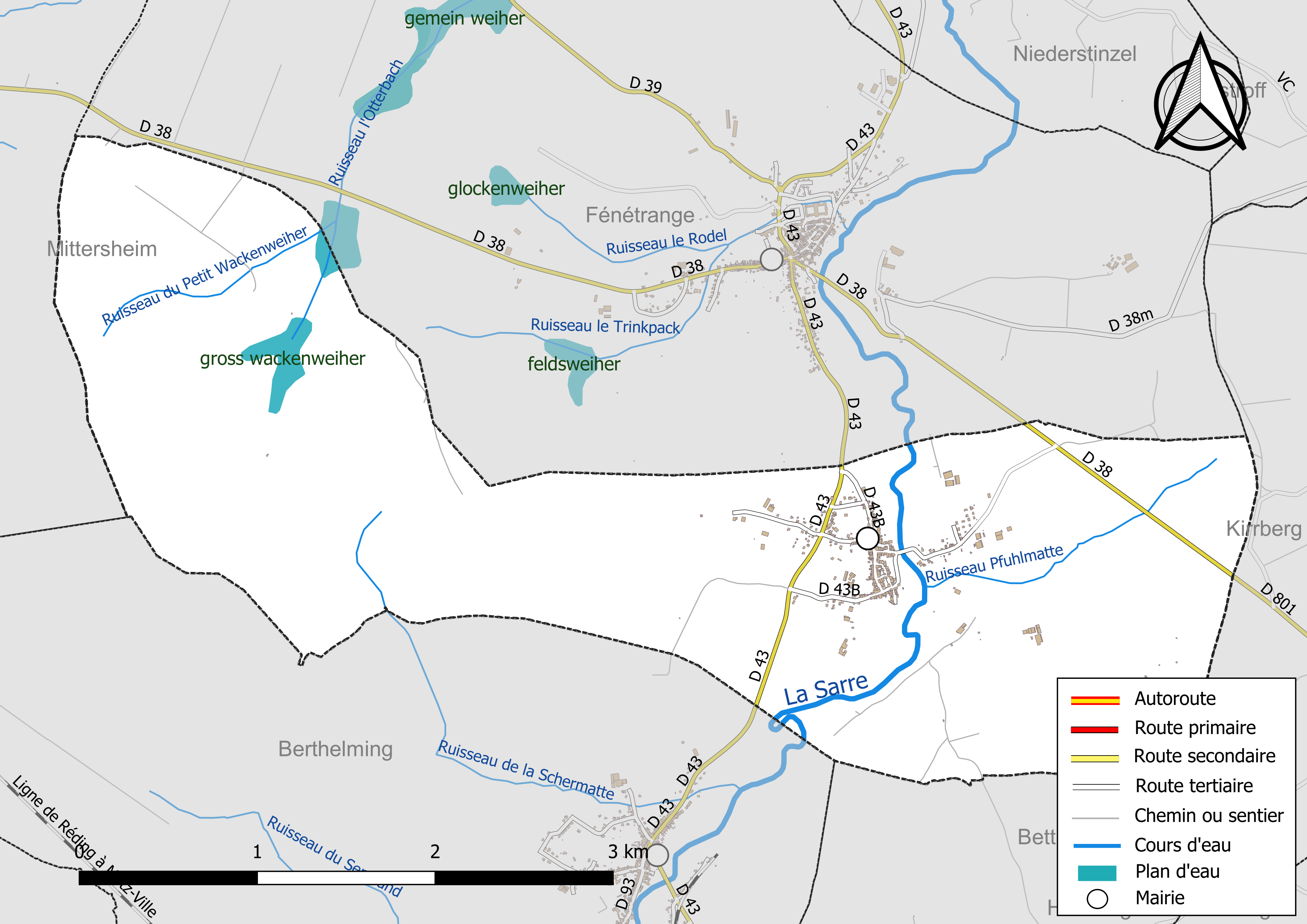
Réseaux hydrographique et routier de Romelfing.

La qualité des eaux des principaux cours d’eau de la commune, notamment de la Sarre, peut être consultée sur un site spécial géré par les agences de l’eau et l’Agence française pour la biodiversité.

### Climat
Pour des articles plus généraux, voir Climat du Grand Est et Climat de la Moselle.
En 2010, le climat de la commune est de type climat des marges montargnardes, selon une étude du Centre national de la recherche scientifique s'appuyant sur une série de données couvrant la période 1971-2000. En 2020, Météo-France publie une typologie des climats de la France métropolitaine dans laquelle la commune est exposée à un climat semi-continental et est dans la région climatique  Vosges, caractérisée par une pluviométrie très élevée (1 500 à 2 000 mm/an) en toutes saisons et un hiver rude (moins de 1 °C). 
Pour la période 1971-2000, la température annuelle moyenne est de 9,9 °C, avec une amplitude thermique annuelle de 17 °C. Le cumul annuel moyen de précipitations est de 908 mm, avec 11,7 jours de précipitations en janvier et 9,6 jours en juillet. Pour la période 1991-2020, la température moyenne annuelle observée sur la station météorologique de Météo-France la plus proche, « Berg », sur la commune de Berg à 12 km à vol d'oiseau, est de 10,4 °C et le cumul annuel moyen de précipitations est de 801,8 mm. 
La température maximale relevée sur cette station est de 37,4 °C, atteinte le 25 juillet 2019 ; la température minimale est de −16,8 °C, atteinte le 7 février 2012,,. 
Les paramètres climatiques de la commune ont été estimés pour le milieu du siècle (2041-2070) selon différents scénarios d'émission de gaz à effet de serre à partir des nouvelles projections climatiques de référence DRIAS-2020. Ils sont consultables sur un site spécial publié par Météo-France en novembre 2022.

## Urbanisme

### Typologie
Au 1er janvier 2024, Romelfing est catégorisée commune rurale à habitat dispersé, selon la nouvelle grille communale de densité à sept niveaux définie par l'Insee en 2022.
Elle est située hors unité urbaine. Par ailleurs la commune fait partie de l'aire d'attraction de Sarrebourg, dont elle est une commune de la couronne,. Cette aire, qui regroupe 87 communes, est catégorisée dans les aires de 50 000 à moins de 200 000 habitants,.

### Occupation des sols
L'occupation des sols de la commune, telle qu'elle ressort de la base de données européenne d’occupation biophysique des sols Corine Land Cover (CLC), est marquée par l'importance des territoires agricoles (53 % en 2018), une proportion sensiblement équivalente à celle de 1990 (53,4 %). La répartition détaillée en 2018 est la suivante : 
prairies (45,4 %), forêts (38,7 %), terres arables (7,6 %), zones urbanisées (4,6 %), milieux à végétation arbustive et/ou herbacée (3,7 %). L'évolution de l’occupation des sols de la commune et de ses infrastructures peut être observée sur les différentes représentations cartographiques du territoire : la carte de Cassini (XVIIIe siècle), la carte d'état-major (1820-1866) et les cartes ou photos aériennes de l'IGN pour la période actuelle (1950 à aujourd'hui).

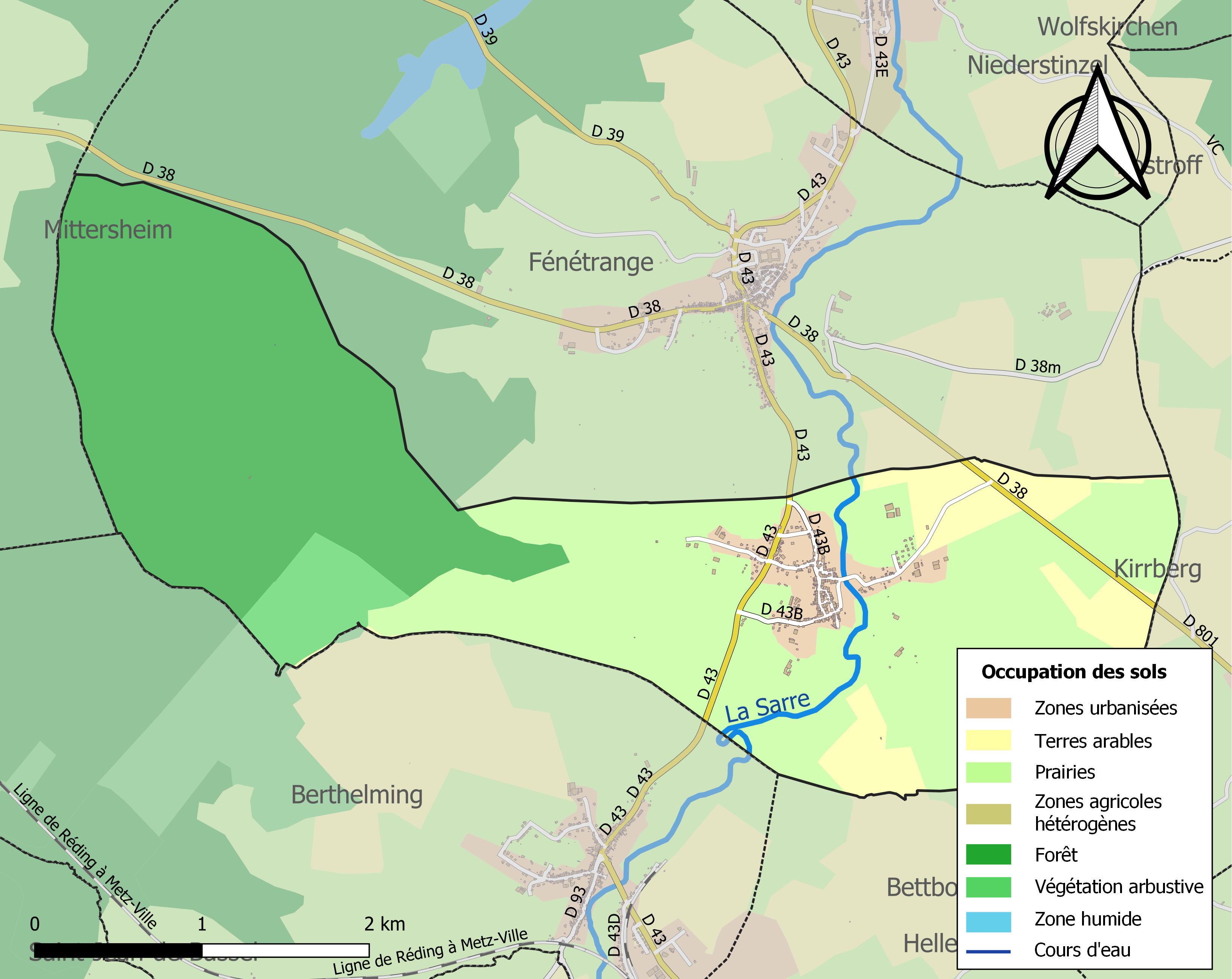
Carte des infrastructures et de l'occupation des sols de la commune en 2018 (CLC).

## Toponymie
- D'un nom de personne germanique Romolf suivi du suffixe -ing ou -ingen.
- Rumelfingen (1482)[15], Romelfing (1793), Rommelfingen (1871-1918 et 1940-1945).

## Histoire
- Ancienne province de Lorraine, seigneurie de Fénétrange-Brackenkopf.
- Était dans l'archiprêtré de Bouquenom qui faisait partie du diocèse de Metz[15].
- À la Wolfgraben, il y avait une louvière appartenant au domaine[15].

## Politique et administration
| Période                                  | Période  | Identité         | Étiquette | Qualité |
| ---------------------------------------- | -------- | ---------------- | --------- | ------- |
| Les données manquantes sont à compléter. |          |                  |           |         |
| avant 1981                               | ?        | Joseph Wagner    |           |         |
|                                          |          |                  |           |         |
| mars 2014                                | En cours | Bernard Weinling |           |         |

## Démographie

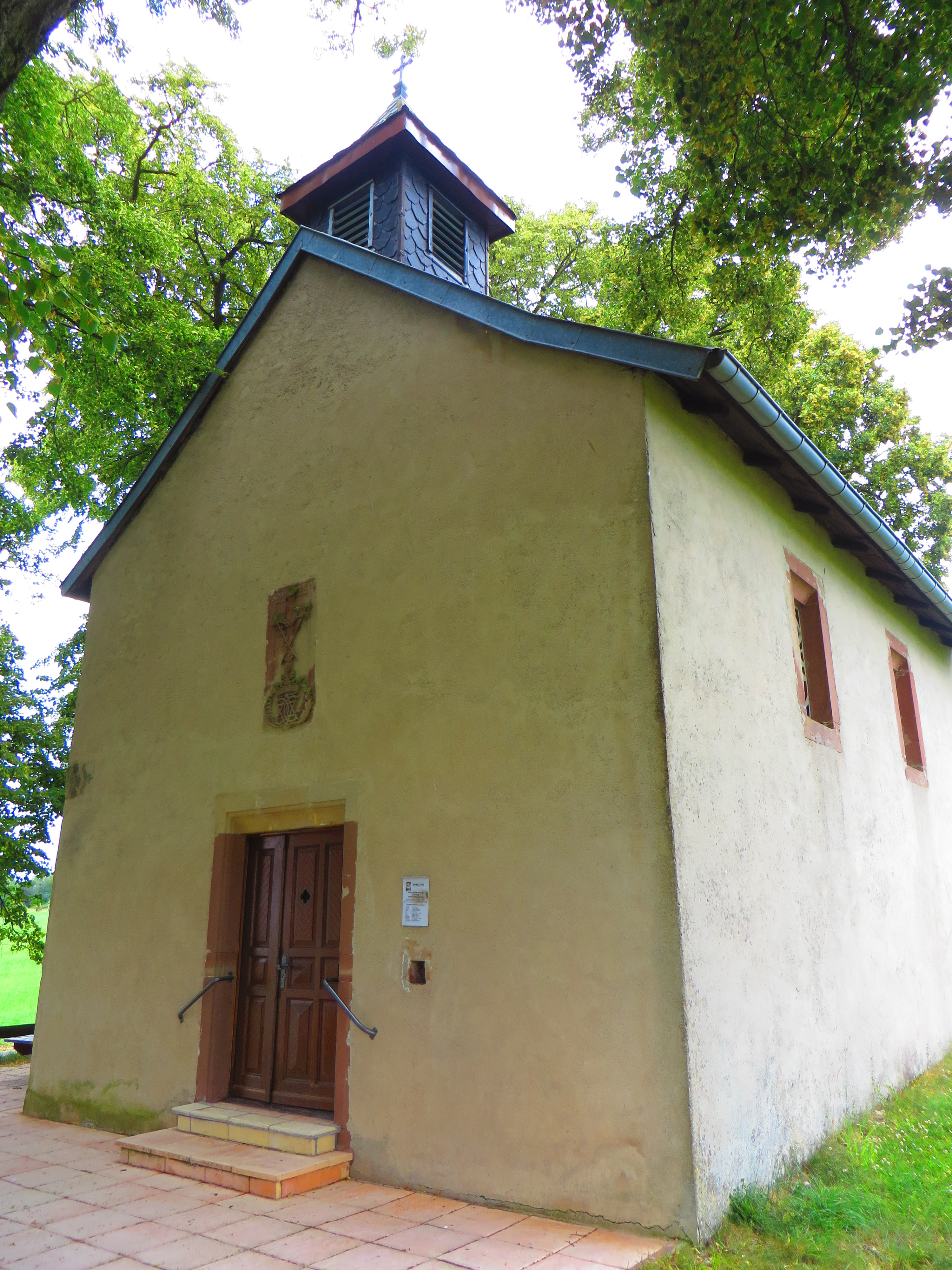
Chapelle Notre-Dame-des-Sept-Douleurs.

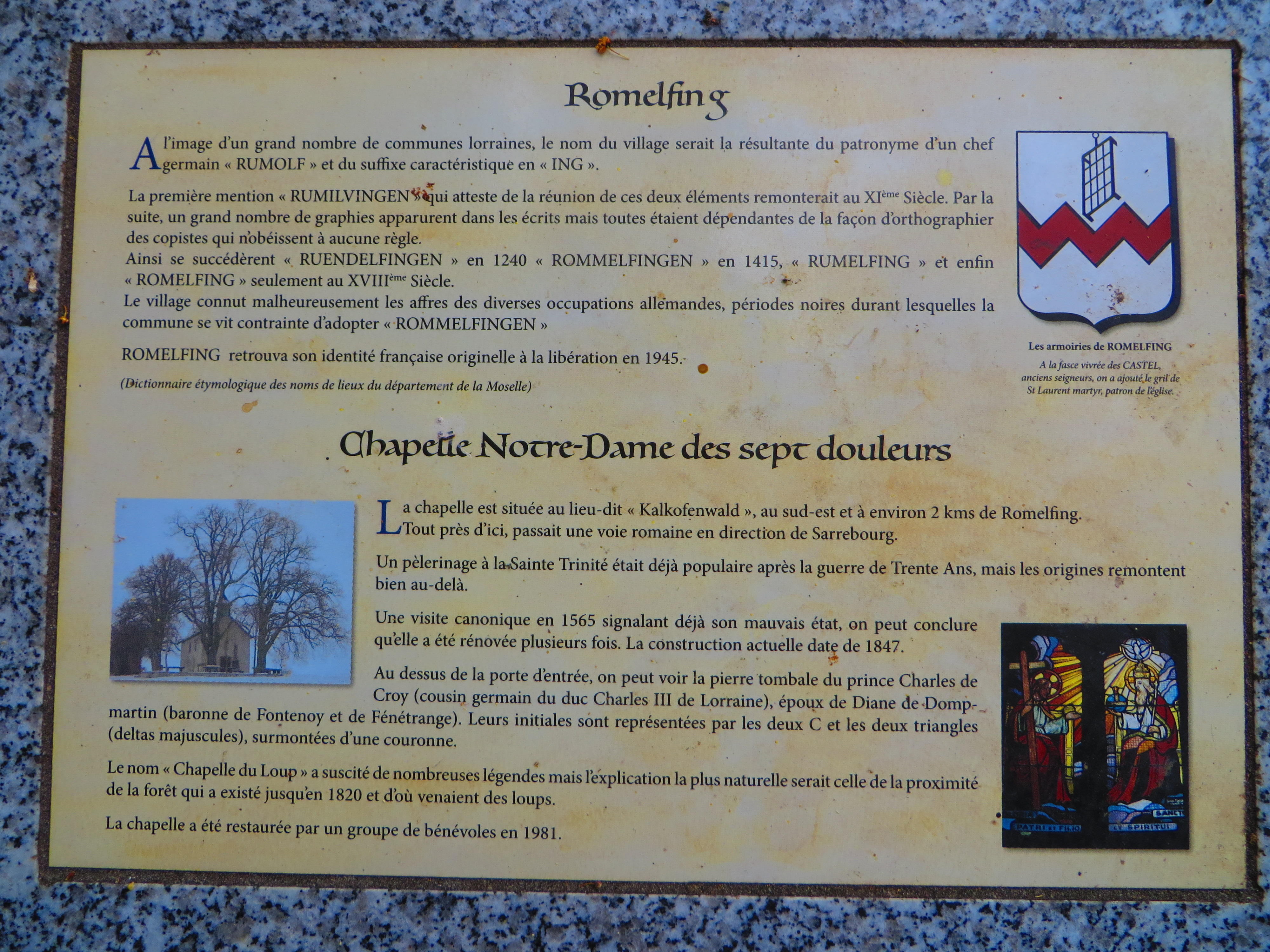
Chapelle Notre-Dame-des-Sept-Douleurs : plaque explicative.

L'évolution du nombre d'habitants est connue à travers les recensements de la population effectués dans la commune depuis 1793. Pour les communes de moins de 10 000 habitants, une enquête de recensement portant sur toute la population est réalisée tous les cinq ans, les populations de référence des années intermédiaires étant quant à elles estimées par interpolation ou extrapolation. Pour la commune, le premier recensement exhaustif entrant dans le cadre du nouveau dispositif a été réalisé en 2006.

En 2022, la commune comptait 334 habitants, en évolution de −6,44 % par rapport à 2016 (Moselle : +0,52 %, France hors Mayotte : +2,11 %).
| 1793 | 1800 | 1806 | 1821 | 1831 | 1836 | 1841 | 1846 | 1851 |
| ---- | ---- | ---- | ---- | ---- | ---- | ---- | ---- | ---- |
| 426  | 543  | 559  | 623  | 669  | 685  | 651  | 668  | 685  |

| 1856 | 1861 | 1871 | 1875 | 1880 | 1885 | 1890 | 1895 | 1900 |
| ---- | ---- | ---- | ---- | ---- | ---- | ---- | ---- | ---- |
| 585  | 632  | 628  | 623  | 613  | 586  | 555  | 529  | 549  |

| 1905 | 1910 | 1921 | 1926 | 1931 | 1936 | 1946 | 1954 | 1962 |
| ---- | ---- | ---- | ---- | ---- | ---- | ---- | ---- | ---- |
| 522  | 515  | 456  | 480  | 462  | 492  | 489  | 451  | 410  |

| 1968 | 1975 | 1982 | 1990 | 1999 | 2006 | 2011 | 2016 | 2021 |
| ---- | ---- | ---- | ---- | ---- | ---- | ---- | ---- | ---- |
| 386  | 383  | 365  | 372  | 377  | 368  | 367  | 357  | 339  |

| 2022 | - | - | - | - | - | - | - | - |
| ---- | - | - | - | - | - | - | - | - |
| 334  | - | - | - | - | - | - | - | - |

## Culture locale et patrimoine

### Lieux et monuments
- Vestiges d'une villa près du pont de la Sarre.
- Église Saint-Laurent (1760), agrandie en 1847 : autel en stuc du XVIIIe siècle.
- Chapelle Notre-Dame-des-Sept-Douleurs, dite des Loups (Hirschbrueck), entièrement rénovée en 1981.

### Héraldique
| Blason de Romelfing | Blason  | D'argent à la fasce vivrée de gueules surmontée d'un gril de sable |
| Blason de Romelfing | Détails | Le statut officiel du blason reste à déterminer.                   |

## Pour approfondir